# About You Now
About You Now è un singolo del gruppo musicale Sugababes, pubblicato il 1º ottobre 2007 come primo estratto dal quinto album in studio Change.

## Descrizione
La canzone è stata scritta da Cathy Dennis e Dr. Luke e prodotta da quest'ultimo.
Una versione riarrangiata al pianoforte è stata in seguito eseguita al "Jo Whiley's Radio 1 Show" e pubblicata come b-side del successivo singolo, Change e sull'album successivo del gruppo, Catfights and Spotlights; questa versione è stata realizzata in seguito all'interesse suscitato da un video pubblicato su Internet da Martina Hassgren, una fan svedese che ha interpretato amatorialmente la canzone con questo differente arrangiamento.

## Pubblicazione e promozione
La canzone è un misto di pop, rock ed electro, così come altri singoli prodotti da Dr. Luke. La versione contenuta nell'album, usata per il video musicale, ha una durata maggiore di quella inviata alle radio. L'8 settembre 2007, le Sugababes si sono esibite con About You Now al Ant & Dec's Saturday Night Takeaway.
About You Now ha ricevuto recensioni generalmente positive sia dalla critica che dai fan. PopJustice l'ha descritta come un "capolavoro pop-electro-rock." L'autore di blog Peter Robinson ha detto che "non è pretenziosa ed è semplicemente una fantastica canzone pop".
Alex Fletcher di Digital Spy ha detto "il testo è perfettamente pop con un po' dell'eccentricità delle Sugababes".
Nel gennaio del 2008 About You Now è stata nominata per un BRIT Award nella categoria Best British Single.

## Video musicale
Il videoclip, diretto da Marcus Adams, è stato girato il 4 agosto 2007 al Festival Hall di Waterloo, a Londra. Il video completo è stato presentato il 6 settembre su internet. Dal 7 settembre 2007 ha iniziato ad entrare in rotazione nei canali musicali.
Il video è stato dedicato al defunto Tim Royes, che aveva precedentemente diretto le Sugababes nei video per i singoli Red Dress e Easy.

## Tracce e formati
UK Promo CD
1. About You Now (Sticky 'Dirtypop' Remix) – 4:50
2. About You Now (Spencer & Hill Remix) – 5:49
3. About You Now (Sticky 'Dirtypop' Remix Radio Edit) – 3:26
4. About You Now (Radio Edit) – 3:09

UK CD1
1. About You Now (Radio Edit) – 3:09
2. Rocks (Napster Live Session) – 3:03

UK CD2 / International CD
1. About You Now (Album Version) – 3:32
2. About You Now (Sticky 'Dirtypop' Remix) – 4:48
3. About You Now (Spencer & Hill Remix) – 5:51
4. In Recline – 3:26

UK 7"
1. About You Now (Sticky 'Dirtypop' Remix) – 4:50
2. About You Now (Spencer & Hill Remix) – 5:49
3. About You Now (Album Version) – 3:32
4. About You Now (Kissy Sell Out Remix) – 5:23

## Date di pubblicazione
| Paese       | Data              | Formato             | Casa discografica |
| ----------- | ----------------- | ------------------- | ----------------- |
| Regno Unito | 24 settembre 2007 | Download digitale   | Island Records    |
| Irlanda     | 28 settembre 2007 | CD fisico           | Island Records    |
| Regno Unito | 1º ottobre 2007   | CD fisico           | Island Records    |
| Australia   | 6 ottobre 2007    | CD fisico           | Island Records    |
| Germania    | 12 ottobre 2007   | CD fisico           | Island Records    |
| Francia     | 25 febbraio 2008  | CD fisico           | Island Records    |
| Spagna      | 12 maggio 2008    | Singolo radiofonico | Island Records    |

## Classifiche
| Classifica (2007)   | Posizione raggiunta |
| ------------------- | ------------------- |
| Regno Unito         | 1                   |
| Bulgaria            | 2                   |
| Irlanda             | 2                   |
| Germania            | 4                   |
| Austria             | 4                   |
| Belgio (Vallonia)   | 7                   |
| Norvegia            | 7                   |
| Danimarca           | 12                  |
| Paesi Bassi         | 16                  |
| Classifica mondiale | 17                  |
| Nuova Zelanda       | 18                  |
| Finlandia           | 19                  |
| Francia             | 19                  |
| Svizzera            | 21                  |
| Belgio (Fiandre)    | 28                  |
| Svezia              | 40                  |
| Italia              | 49                  |

| Classifica (2000–2009)         | Posizione |
| ------------------------------ | --------- |
| UK Top 100 Songs of the Decade | 98        |

## Cover

### Miranda Cosgrove
La star di Nickelodeon Miranda Cosgrove ha realizzato una cover di About You Now nella colonna sonora del telefilm iCarly, che è stata pubblicata come terzo singolo della colonna sonora. La Cosgrove si è esibita con la canzone al Macy's Thanksgiving Day Parade e durante il pre-show dei Nickelodeon Kids' Choice Awards del 2009.

### Altre cover
- La cantante Rachel Tucker si è esibita con la canzone durante lo show della BBC "I'd Do Anything".
- Il gruppo The Saw Doctors ha eseguito la cover al "The Podge and Rodge Show" il 12 febbraio 2008. Successivamente ha pubblicato la cover come singolo di beneficenza - tutti i proventi sono stati donati alla ricerca sulla fibrosi cistica.
- Il gruppo indipendente The Courteeners si è esibita in una versione acustica della canzone durante la sessione Live Lounge della radio BBC Radio 1.
- Il gruppo Snow Patrol ha eseguito una cover della canzone durante la sessione Little Noise Sessions della società Mencap il 25 novembre 2007.[16] La registrazione dell'esibizione fu pubblicata nella compilation del gruppo del 2009, Up to Now.
- Il gruppo londinese N-Dubz si esibiva con la canzone durante il lor "Uncle B Tour", in un medley con With You di Chris Brown.
- Il gruppo A Summer High ha realizzato una cover della canzone nel 2018